# Amphoe Chatturat
Amphoe Chatturat (Thai: อำเภอ จัตุรัส) ist ein Landkreis (Amphoe – Verwaltungs-Distrikt) im Süden der Provinz Chaiyaphum. Die Provinz Chaiyaphum liegt in der Nordostregion von Thailand, dem so genannten Isan.

## Geographie
Die Nachbarbezirke sind im Uhrzeigersinn von Norden startend: die Amphoe Ban Khwao, Noen Sa-nga der Provinz Chaiyaphum, Phra Thong Kham und Dan Khun Thot der Provinz Nakhon Ratchasima sowie die Amphoe Bamnet Narong, Sap Yai und Nong Bua Rawe, wiederum zu Chaiyaphum gehörend. Chatturat liegt an der Eisenbahnstrecke Kaeng Khoi Junction–Bua Yai Junction und besitzt einen Bahnhof. Die Nationalstraße 201 durchquert das Gebiet.
Chatturat ist flach. Im Tambon Lahaan befindet sich der Natursee Bueng Lahan, der drittgrößte in Thailand.

## Geschichte
Phraya Narin Songkhram gründete Chatturat mit Auswanderern von Vientiane im heutigen Tambon Cho Ho, Amphoe Mueang Nakhon Ratchasima, Provinz Nakhon Ratchasima. 1826 verlegte Phraya Narin Songkhram die Siedlung in das fruchtbare Gebiet in der heutigen Provinz Chaiyaphum. Im September, Oktober 2022 war der Distrikt von einer Hochwasserkatastrophe betroffen.

## Verwaltung

### Provinzverwaltung
Der Landkreis Chatturat ist in neun Tambon („Unterbezirke“ oder „Gemeinden“) eingeteilt, die sich weiter in 119 Muban („Dörfer“) unterteilen.
| Nr.  | Name          | Thai      | Muban | Einw.  |
| ---- | ------------- | --------- | ----- | ------ |
| 01.  | Ban Kok       | บ้านกอก    | 17    | 11.161 |
| 02.  | Nong Bua Ban  | หนองบัวบาน | 12    | 08.243 |
| 03.  | Ban Kham      | บ้านขาม    | 12    | 08.206 |
| 05.  | Kut Nam Sai   | กุดน้ำใส    | 14    | 07.901 |
| 06.  | Nong Don      | หนองโดน   | 11    | 05.728 |
| 07.  | Lahan         | ละหาน     | 18    | 12.711 |
| 010. | Nong Bua Yai  | หนองบัวใหญ่ | 10    | 07.384 |
| 011. | Nong Bua Khok | หนองบัวโคก | 11    | 07.093 |
| 013. | Som Poi       | ส้มป่อย     | 14    | 07.371 |

### Lokalverwaltung
Es gibt drei Kommunen mit „Kleinstadt“-Status (Thesaban Tambon) im Landkreis:
- Nong Bua Yai (Thai: เทศบาลตำบลหนองบัวใหญ่) besteht aus dem ganzen Tambon Nong Bua Yai.
- Chatturat (Thai: เทศบาลตำบลจัตุรัส) besteht aus Teilen des Tambon Ban Kok.
- Nong Bua Khok (Thai: เทศบาลตำบลหนองบัวโคก) besteht aus Teilen des Tambon Nong Bua Khok.

Außerdem gibt es acht „Tambon-Verwaltungsorganisationen“ (องค์การบริหารส่วนตำบล – Tambon Administrative Organizations, TAO):
- Ban Kok (Thai: องค์การบริหารส่วนตำบลบ้านกอก)
- Nong Bua Ban (Thai: องค์การบริหารส่วนตำบลหนองบัวบาน)
- Ban Kham (Thai: องค์การบริหารส่วนตำบลบ้านขาม)
- Kut Nam Sai (Thai: องค์การบริหารส่วนตำบลกุดน้ำใส)
- Nong Don (Thai: องค์การบริหารส่วนตำบลหนองโดน)
- Lahan (Thai: องค์การบริหารส่วนตำบลละหาน)
- Nong Bua Khok (Thai: องค์การบริหารส่วนตำบลหนองบัวโคก)
- Som Poi (Thai: องค์การบริหารส่วนตำบลส้มป่อย)